# Strophanthus caudatus
Strophanthus caudatus är en oleanderväxtart som först beskrevs av Carl von Linné, och fick sitt nu gällande namn av Wilhelm Sulpiz Kurz. Strophanthus caudatus ingår i släktet Strophanthus och familjen oleanderväxter. Inga underarter finns listade i Catalogue of Life.